# Hercostomus beijingensis
Hercostomus beijingensis är en tvåvingeart som beskrevs av Yang 1996. Hercostomus beijingensis ingår i släktet Hercostomus och familjen styltflugor.
Artens utbredningsområde är Beijing (Kina). Inga underarter finns listade i Catalogue of Life.